# Balmerova série

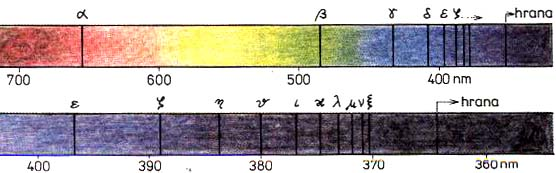
Balmerova série spektrálních čár

Balmerova série je série spektrálních čar (Balmerovy čáry) ve spektru atomů vodíku, které vznikají při přechodu elektronů mezi druhou energetickou hladinou a vyššími hladinami. Při přechodu elektronu mezi druhou a třetí energetickou hladinou se utváří při astronomických pozorování velmi důležitá červená čára Hα (s vlnovou délkou 656,3 nm), při přechodu mezi druhou a čtvrtou hladinou vzniká čára Hβ (486,1 nm), mezi druhou a pátou čára Hγ (434,2 nm), mezi druhou a šestou čára Hδ (410,1 nm), mezi druhou a sedmou čára Hε (397,0 nm) atd..
První čtyři čáry Balmerovy série leží ve viditelné oblasti spektra, další čáry série jsou v ultrafialové oblasti spektra. Všechny čáry Balmerové série se stále více zhušťují k hraně Balmerovy série, která má vlnovou délku 364,6 nm; za touto hranou ve směru kratších vlnových délek začíná Balmerovo kontinuum, které se vytváří zachycením volných elektronů na druhou energetickou hladinu atomů vodíku (volně vázané přechody). V oblasti hrany Balmerovy série nastává ve spektrech hvězd pokles intenzity kontinua (Balmer skok), vyvolaný absorpcí světla vázaně volnými přechody elektronů z druhé energetické hladiny. Balmerova série se projevuje nejvýrazněji ve spektrech hvězd typu A, které mají povrchovou teplotu okolo 10 000 K. Tato teplota je vhodná pro to, aby byly elektrony v atomech řidiče podněcovaného do druhé energetické hladiny a z ní do vyšších hladin, není však tak vysoká, aby atomy ionizovaly. Balmerova série je pojmenována po J. J. Balmerovi (1825 - 1898), který zjistil, že její spektrální čáry tvoří jednu sérii.

## Balmerův vzorec
Balmer zjistil, že existuje jediná hodnota, která má vztah k hodnotám vlnových délek vodíkového spektra ve viditelné oblasti. Tato hodnota je 364,506 82 nm. Když se jakékoliv celé číslo větší než 2 umocní na druhou a výsledek se vydělí druhou mocninou původního čísla zmenšenou o druhou mocninu dvou, pak toto číslo vynásobeno 364,506 82 dává vlnovou délku každé další čáry ve spektru vodíku. 364,506 82 nm je také nejkratší vlnová délka této série.
Balmerův
vzorec lze použít pro výpočet vlnové délky absorpčních a emisních čar vodíku podle vzorce
{\displaystyle \lambda \ =B\left({\frac {n^{2}}{n^{2}-m^{2}}}\right)=B\left({\frac {n^{2}}{n^{2}-2^{2}}}\right)},
kde
{\displaystyle \lambda } je vlnová délka
B je konstanta o hodnotě 364,506 802 nm
m je rovno 2
n je přirozené číslo větší než 2.
V roce 1888 fyzik Johannes Rydberg zobecnil Balmerův vzorec pro všechny čáry vodíku:
{\displaystyle {\frac {1}{\lambda }}={\frac {4}{B}}\left({\frac {1}{2^{2}}}-{\frac {1}{n^{2}}}\right)=R_{\mathrm {H} }\left({\frac {1}{2^{2}}}-{\frac {1}{n^{2}}}\right)\quad \mathrm {pro~} n=3,4,5,...}
kde RH je Rydbergova konstanta vodíku, která je rovna 4/B v Balmerově vzorci a její hodnota pro nekonečně těžké jádro je
R∞ = 10 973 731,568 157(12) m−1 